# Donald Peterson
Donald Herod Peterson (Winona, 22 oktober 1933 – Webster, 27 mei 2018) was een Amerikaans ruimtevaarder.
Peterson werd in 1967 geselecteerd door NASA. Zijn eerste en enige ruimtevlucht was STS-6 met de spaceshuttle Challenger die plaatsvond van 4 tot 9 april 1983. Tijdens de missie werd de Tracking and Data Relay satelliet (TDRS-A) in positie gebracht. Tijdens zijn missie maakt hij één ruimtewandeling.
In 1984 verliet hij NASA en ging hij als astronaut met pensioen. Donald Peterson overleed thuis op 84-jarige leeftijd.
1. ↑  https://www.washingtonpost.com/local/obituaries/donald-peterson-sr-who-spacewalked-from-the-shuttle-challenger-dies-at-84/2018/05/29/d1d8d148-634d-11e8-a69c-b944de66d9e7_story.html; The Washington Post.